# Streber (film)
Streber är en svensk TV-film från 1978 i regi av Christian Lund. Filmen bygger på Stig Dagermans pjäs med samma namn från 1948 och i rollerna ses bland andra Tommy Johnson, Mona Malm och John Harryson.

## Handling
Filmen handlar om fyra arbetare som driver en bilverkstad baserad på syndikalistisk ideologi. Blom sköter det ekonomiska och kör medvetet firman i botten för att därmed kunna sälja ut den och bli föreståndare.

## Rollista
- Tommy Johnson – Blom, föreståndare för bilverkstad
- Mona Malm – Inez Blom, Bloms fru
- John Harryson – John Nilsson, verkstadsarbetare
- Doris Svedlund – fru Nilsson
- Lilian Johansson – Inga Nilsson, dotter, charkaffärsbiträde, Bloms älskarinna
- Per Wiklund – Åke Lundgren, verkstadsarbetare, i sällskap med Inga
- Niels Dybeck – Pelle Lind, verkstadsarbetare
- Bo Montelius – direktören för en stor bilverkstadskedja
- Katarina Strandmark – Eva De Geer, hans privatsekreterare
- Sten Johan Hedman	– Arne Hellberg, pokerhaj

## Om filmen
Streber fotades av Åke Blomqvist, Filippo Fonsati, Bengt Norman, Jirí Sirc och Sixten Hoffman och premiärvisades den 26 april 1978 i TV1.